# Oravasaaret
Oravasaaret är en ö i Finland. Den ligger i Lappo å och i kommunen Alavo och landskapet Södra Österbotten, i den centrala delen av landet, 280 km norr om huvudstaden Helsingfors. Öns area är 0,6 hektar och dess största längd är 210 meter i öst-västlig riktning.